# Angela Schuster
Angela Schuster (* 1. Mai 1967 in Hanau) ist eine ehemalige deutsche Ruderin, die in den 1980er Jahren im Leichtgewichts-Einer und in den 1990er Jahren in der offenen Gewichtsklasse an Ruder-Weltmeisterschaften teilnahm. Ihre größten Erfolge sind die Vizeweltmeisterschaft im leichten Einer 1988 und die Vizeweltmeisterschaft im Doppelvierer 1993.
Schuster war 1985 Teil der deutschen Juniorennationalmannschaft, im Doppelvierer mit Heike Grunert, Katrin Petersmann und Ingeburg Althoff belegte sie den fünften Platz bei den Junioren-Weltmeisterschaften. 1986 gewann sie zusammen mit Astrid Koch bei den Deutschen Meisterschaften im Doppelzweier, wurde aber nicht für die Nationalmannschaft berücksichtigt.
1987 wurde Schuster dann Deutsche Meisterin im Leichtgewichts-Einer und vertrat Deutschland in dieser Bootsklasse auch bei den Weltmeisterschaften in Kopenhagen. Dort verpasste sie den Finaleinzug, gewann aber das B-Finale und belegte damit insgesamt den siebten Platz. Auch 1988 konnte sie bei den Deutschen Meisterschaften im leichten Einer gewinnen, bei den Weltmeisterschaften in Mailand gewann sie die Silbermedaille.
Mit ihrem dritten Meisterschaftssieg 1989 qualifizierte sie sich erneut für die Weltmeisterschaften, wo sie den fünften Platz erreichte. Zudem war sie die erste Ruderin, die dreimal in Folge den Leichtgewichts-Einer gewinnen konnte. Nach ihr gelang dies erst wieder 2008 Marie-Louise Dräger.
1990 wechselte Schuster in die offene Gewichtsklasse und schaffte direkt den Sprung in die Nationalmannschaft. Zusammen mit Claudia Haßmann wurde sie Deutsche Meisterin im Doppelzweier und nahm in dieser Bootsklasse auch an den Weltmeisterschaften in Tasmanien teil, wo die Mannschaft den vierten Platz belegte.
Schuster kam 1991 und 1992 nur zu Einsätzen im Ruder-Weltcup und verpasste somit auch die Olympischen Spiele in Barcelona, da nach der Wiedervereinigung nun auch die ostdeutschen Ruderer um die Plätze konkurrierten. 1993 wurde sie jedoch Deutsche Meisterin im Doppelvierer und erstmals wieder für Weltmeisterschaften nominiert. Zusammen mit Daniela Molle sowie den amtierenden Olympiasiegerinnen in dieser Bootsklasse, Kerstin Müller und Kristina Mundt, unterlag sie im Finale der Weltmeisterschaften in Racice gegen die starken Chinesinnen, die damit die neunjährige Siegesserie des Deutschen Ruderverbands im Frauen-Doppelvierer beendeten. Möglicherweise spielte hier auch das Material eine Rolle: Während die Chinesinnen wie alle anderen Nationen auch mit den neuen, anders geformten Big-Blades fuhren, verwendeten die Deutschen herkömmliche Macon-Skulls.
Bei den Weltmeisterschaften in Indianapolis 1994 ruderte Schuster im Doppelzweier mit Jana Thieme und gewann mit Bronze die dritte Weltmeisterschafts-Medaille ihrer Karriere. 1995 in Tampere startete sie mit Kristina Mundt im Doppelzweier und belegte Rang vier. Bei den Olympischen Sommerspielen in Atlanta war Schuster Ersatzruderin für die deutsche Mannschaft.
Anschließend beendete Angela Schuster, die für die Hanauer Rudergesellschaft 1879 startete, ihre Karriere. Obwohl sie nach dem Abitur Sportwissenschaft studiert hatte, machte Schuster bis 1999 eine Ausbildung zur Goldschmiedin und entwarf für die Stiftung Deutsche Sporthilfe die „Goldene Sportpyramide“. Mittlerweile ist Schuster in der Personalabteilung eines großen Unternehmens tätig.

## Internationale Erfolge
- 1985: 5. Platz Juniorenweltmeisterschaften im Doppelvierer
- 1987: 7. Platz Weltmeisterschaften im Leichtgewichts-Einer
- 1988: 2. Platz Weltmeisterschaften im Leichtgewichts-Einer
- 1989: 5. Platz Weltmeisterschaften im Leichtgewichts-Einer
- 1990: 4. Platz Weltmeisterschaften im Doppelzweier
- 1993: 2. Platz Weltmeisterschaften im Doppelvierer
- 1994: 3. Platz Weltmeisterschaften im Doppelzweier
- 1995: 4. Platz Weltmeisterschaften im Doppelzweier